# Henry Mainwaring
Henry Mainwaring (* 1587 nahe Ightfield, Shropshire; † 1653) war ein englischer Seeoffizier, Parlamentsmitglied und zeitweise Pirat.

## Leben
Mainwaring stammte aus angesehener Familie. Sein Vater war Sir George Mainwaring, ein Richter und Parlamentsmitglied für Shropshire, seine Mutter Ann More (gest. 1624). Sein Großvater mütterlicherseits war der Vizeadmiral von Sussex, Sir William More. Mainwaring studierte ab 1599 am Brasenose College der University of Oxford mit dem Bachelor-Abschluss 1602, setzte seine Ausbildung als Jurist im November 1604 am Inner Temple fort, war zeitweise Soldat – 1611 erhielt er den Posten eines Captain in St. Andrew’s Castle, nahm dies aber nicht an – und ging zur See. 1612 erhielt er von der Admiralität den Auftrag gegen den Piraten Peter Easton vorzugehen, der im Bristol-Kanal Tribute von den Kauffahrern erhob. Er sollte Sir Thomas Sherley nach Persien begleiten, die Mission kam aber nicht zustande, da Spanien die Durchreise nicht erlaubte und argwöhnte ihr eigentliches Ziel wäre die Karibik. Dieser Misserfolg war ursächlich, dass er sich selbst der Piraterie gegen spanische und französische Schiffe im Mittelmeer zuwandte. Er schloss sich den Piraten in ihrer Hochburg in Mamora (heute Mehdia) an der Berberküste an. Er war so erfolgreich, dass Spanien vergeblich versuchte, ihn durch Bestechung davon abzuhalten. Um seine Schiffe auszurüsten und Besatzung anzuheuern fuhr er wie vorher Easton 1614 nach Neufundland mit acht Schiffen. Er plünderte, rüstete seine Schiffe auf und verließ Mitte September mit 400 teils freiwilligen, teils gepressten Besatzungsmitgliedern (einer von je sechs auf den Fischerbooten) Neufundland. Er begab sich wieder ins Mittelmeer und plünderte portugiesische, spanische und französische Schiffe, darunter ein französischer Fischfänger mit 10.000 getrockneten Fischen aus Fängen vor Neufundland. Die Spanier nutzten seine Abwesenheit um seine Basis in Mamora zu erobern. Mainwaring wich wie Easton nach Villefranche-sur-Mer aus und schlug 1615 eine spanische Flotte. Aufgrund zunehmender Klagen der Franzosen und Spanier, die Jakob I. erreichten, der Piraterie abgeneigt war und den Frieden mit Spanien und Frankreich gefährdet sah, stellte man ihn in England 1615 vor die Wahl die Piraterie aufzugeben und begnadigt zu werden, oder selbst von englischer Seite verfolgt zu werden.
Mainwaring erhielt am 9. Juni 1616 seine Begnadigung, da er keinen großen Schaden angerichtet hatte und außerdem sogar eine Fischereiflotte aus Neufundland vor Gibraltar aus den Händen von Piraten befreit hatte. Er kehrte nach England zurück und schrieb 1618 eine Abhandlung über Piraterie, ihre Anfänge und ihre Bekämpfung, wobei er selbst von Begnadigungen abriet. Am 20. März 1618 wurde er vom König geadelt. Pläne als Gesandter nach Venedig zu gehen, was die Spanier verärgerte, zerschlugen sich 1618/19. Er wurde unter Lord Zouche, dem Lord Warden of the Cinque Ports, trotz Warnungen 1620 als Leutnant von Dover eingestellt und wurde Mitglied der Virginia Company. 1621 wurde er Abgeordneter im House of Commons für den Wahlkreis Dover, was er bis 1622 blieb. Er machte sich aber auch Feinde in Cinq Portes, insbesondere Zouche selbst, der 1623 seine Ablösung verlangte. Das konnte noch durch die Fürsprache von Prince Charles abgewendet werden, aber der Nachfolger von Zouche, der Herzog von Buckingham, machte seine Entfernung aus allen Positionen in den Cinq Portes zur Bedingung seines Amtsantritts. Er war aber Kapitän des Flaggschiffs Prince Royal, das Prince Charles und Buckingham von ihrer Brautwerbung in Spanien zurückbrachte und danach ein Günstling von Buckingham. Er war an vielen maritimen Expeditionen unter der Patronage von Buckingham beteiligt, 1626/27 in einer Untersuchungskommission zum Zustand der Royal Navy und schlug den Ausbau der Schiffswerften in Portsmouth vor. 1627 wurde er Mitglied (Elder Brother) von Trinity House.
Nach der Ermordung des Herzogs von Buckingham 1628 kam er in finanzielle Schwierigkeiten. Im selben Jahr starb sein Vater, beim Erbe ging er als zweitältester Sohn leer aus. Nachdem er sich 1629 vergeblich um die Hand einer reichen Kaufmannswitwe bemüht hatte, heiratete er 1630 die Tochter Fortune Gardiner (getauft 1607) von Sir Thomas Gardiner, die 1633 starb. Die Heirat geschah ohne Einwilligung des Vaters, der deshalb ihre Mitgift erst herausgab, nachdem Henry Mainwaring der Braut eine jährliche Pension von 100 Pfund in Land überschrieb. Sie hatten eine Tochter Christian (1633 bis 1639). In den 1630er Jahren diente er in der Royal Navy, von 1637 bis 1640 als Senior Captain in der Schatzflotte. Trotzdem blieb er in finanziellen Schwierigkeiten und wurde von seinen Gläubigern verfolgt. Sein Versuch Surveyor der Royal Navy zu werden schlug 1638 fehl. Seine maritime Karriere beendete er 1639 als Vizeadmiral auf der Henrietta Maria. Im Bürgerkrieg verlor er 1642 seinen Posten als Master of Trinity House, den er im selben Jahr gerade erhalten hatte, wegen seiner Sympathien für die Royalisten. Daraufhin schloss er sich dem König in dessen Hauptquartier in Oxford an. Im Januar 1643 erhielt er vom König den Ehrentitel Doctor of Physic. Während der Bürgerkrieg an Land wütete war er anscheinend nicht beteiligt, erhielt aber Anfang 1645 das Kommando über ein Schiff im Hafen von Pendennis, das Prince Charles im Notfall ins Exil zunächst auf die Scilly-Inseln bringen sollte. 1646 begleitete er Prinz Charles nach Jersey, auch wenn dieser auf einem anderen Schiff fuhr. Er lebte in Armut im Exil auf den Scilly-Inseln und dann auf Jersey, wo er sich mit dem Chronisten der Insel Jean Chevalier befreundete. Nach der Revolte von Teilen der Marine auf Seiten des Königs 1648 wurde er zwar Kapitän der Antelope, nahm aber nicht an den maritimen Operationen unter Prinz Rupert teil. Im November 1651 unterwarf er sich dem Parlament und kehrte völlig verarmt nach England zurück. Mainwaring wurde am 15. Mai 1653 in der Kirche St. Giles in Camberwell begraben, wo auch seine Frau begraben liegt.
1644 erschien mit Genehmigung des Parlaments sein Lexikon für Seeleute. Das Buch entstand schon in seiner Zeit in den 1620er Jahren in Dover und war das erste maßgebliche Werk über Schiffsführungskunde.
Mainwaring war vielsprachig und galt als einer der führenden Seemänner seiner Zeit.
Sein Bruder Sir Arthur Mainwaring (um 1580 bis 1648) war Politiker und Höfling, zeitweise Parlamentsmitglied.